# Temporada do Casa Pia AC de 2023-24
A temporada do Casa Pia de 2023–24 é a 103.ª da história do clube e a 3.ª na primeira divisão portuguesa – sendo a 2.ª consecutiva. O Casa Pia vai disputar a Primeira Liga, Taça de Portugal e Taça da Liga. A temporada dos gansos começou no dia 23 de julho de 2023 e terminará em maio de 2024.
Durante sua pré-época, o Casa Pia jogou três jogos amigáveis, além de um jogo contra sua própria equipe de juniores – que venceu por 5–0. O primeiro frente ao Mafra em Pina Manique, um triunfo por 2-0. Os dois seguintes, como visitante, contra o Estrela na Reboleira – empate a uma bola – e frente ao Moreirense em Guimarães, outra vitória, dessa vez por 1-0.
A estreia na época foi na partida válida pela 1.ª eliminatória da Taça da Liga, frente ao Länk Vilaverdense, a 23 de julho de 2023. Jogando na condição de visitante, o Casa Pia venceu a partida por 2–0, com golos de Clayton e Diogo Pinto.
Ainda na Taça da Liga, a equipa venceu também a 2.ª eliminatória – contra o Torreense – e classificou-se para a Fase de Grupos da competição.
Antes mesmo de sua estreia na Liga, a equipa ainda jogou mais uma partida amigável, desta vez, viajou até Seixal para enfrentar a equipa B do Benfica. O confronto terminou em um 2–0 para os gansos, com golos de Clayton e Godwin.
Na Liga, o Casa Pia estreou com vitória, 3–0 frente ao Farense, em Faro, com golos de Clayton, Pablo Roberto e Saviour Godwin. Terminando a 1.ª jornada na 2.ª posição, atrás somente do Gil Vicente.
A primeira derrota da temporada veio no primeiro dérbi do ano, contra o Sporting, pela 2.ª jornada da Liga. No primeiro jogo em "casa", o Casa Pia sofreu um 2–1 no dérbi, com dois golos de Paulinho – um deles fora de jogo – pelo Sporting e um de Clayton pelo Casa Pia.
Durante a primeira pausa do ano – reservada para os jogos das equipas nacionais – os gansos protagonizaram uma incrível reviravolta, revertendo um placar de 0–3 frente aos Belenenses, vencendo por 4–3 o jogo-treino realizado em Pina Manique. Os golos casapianos foram marcados por Leonardo Lelo, Yuki Soma e Felippe Cardoso, marcando duas vezes.
A estreia na Taça de Portugal dos gansos ocorreu no dia 21 de outubro, frente ao Rabo de Peixe, nos Açores, pela 3.ª eliminatória da competição. O resultado foi uma vitória casapiana por 2–0, com golos de Serobyan – seu primeiro pela equipa – e Pablo Roberto.
De volta à Taça da Liga, o Casa Pia derrotou o Nacional (2–1) e empatou com o Braga (1–1), sendo eliminado por diferencial de golos devido à vitória bracaense por 3–1 na jornada seguinte.
No dia 12 de novembro, foi anunciada a saída do treinador principal Filipe Martins, por acordo mútuo, após a derrota por 4–0 frente ao Estoril Praia, Filipe Martins deixou o clube após 3 anos e tendo trazido a equipa ao primeiro escalão após tantos anos. Nove dias depois, no dia 21 de novembro, Pedro Moreira, antigo atleta casapiano foi anunciado como o novo treinador dos gansos, tendo a função de continuar o legado de Filipe Martins.
Na primeira partida sob o comando de Moreira, pela 4.ª eliminatória da Taça de Portugal, Casa Pia não saiu do 0–0 com o Nacional, no tempo regulamentar e prolongamento. A decisão então foi levada às grandes penalidades, que os alvinegros venceram por 6–5, após erros de Pablo Roberto e Zolotic em suas cobranças, eliminando os gansos da prova rainha deste ano.
A primeira vitória caseira na Liga veio, por fim, na 12.ª jornada, onde o Casa Pia venceu o até então 10.º colocado Portimonense por 1–0, com golo de Samuel Justo, seu primeiro como ganso.
À 15 de fevereiro de 2024 e após as derrotas por 8–0 e 1–0 frente ao Sporting e Rio Ave, respetivamente, Pedro Moreira sai do clube também por acordo mútuo, Gonçalo Santos é o escolhido para lhe substituir.
Gonçalo Santos estreia na equipa com uma vitória por vantagem mínima frente ao FC Arouca e vitória sobre o Vitória por 2–0, durante sua passagem, registou 5 vitórias e 3 empates em 13 jogos, perdendo somente para equipas nas seis primeiras colocações + Estrela da Amadora, levando os gansos da 16.ª à 9.ª colocação, a melhor em toda a história do clube. Gonçalo Santos sai do clube ao fim da temporada, rumando ao Fulham, da Inglaterra.

## Transferências

### Entradas
| Pos. | Jogador           | Transferido de       | Valor         | [carece de fontes?] |
| ---- | ----------------- | -------------------- | ------------- | ------------------- |
| M    | Pablo Roberto     | Vila Nova            | 225 000 €     | [carece de fontes?] |
| A    | Nuno Moreira      | Vizela               | 200 000 €     | [carece de fontes?] |
| A    | Fernando Andrade  | Porto                | Grátis        | [carece de fontes?] |
| LD   | Larrazabal        | Real Zaragoza        | Grátis        | [carece de fontes?] |
| M    | Rafael Brito      | Benfica B            | Grátis        | [carece de fontes?] |
| LE   | Tiago Dias        | Feirense             | Grátis        | [carece de fontes?] |
| LD   | André Geraldes    | Maccabi Tel Aviv     | Grátis        | [carece de fontes?] |
| M    | Kevin Krygård     | FK Haugesund         | Grátis        | [carece de fontes?] |
| A    | Rúben Lameiras    | Chaves               | Grátis        | [carece de fontes?] |
| GR   | Daniel Azevedo    | Os Belenenses        | Grátis        | [carece de fontes?] |
| LE   | Benaïssa-Yahia    | FC Villefranche      | Não divulgado | [carece de fontes?] |
| C    | Tchamba           | Sønderjyske          | Não divulgado | [carece de fontes?] |
| A    | Yuki Soma         | Nagoya Grampus       | Empréstimo    | [carece de fontes?] |
| A    | Jajá              | Athletico Paranaense | Empréstimo    | [carece de fontes?] |
| A    | Artur Serobyan    | Ararat-Armenia       | Empréstimo    | [carece de fontes?] |
| M    | Samuel Justo      | Sporting B           | Empréstimo    | [carece de fontes?] |
| A    | André Lacximicant | Braga B              | Empréstimo    | [carece de fontes?] |

### Saídas
| Pos. | Jogador         | Transferido para     | Valor             | [carece de fontes?] |
| ---- | --------------- | -------------------- | ----------------- | ------------------- |
| A    | Clayton         | Vasco da Gama        | 3 500 000 €       | [carece de fontes?] |
| A    | Saviour Godwin  | Al-Okhdood           | 2 500 000 €       | [carece de fontes?] |
| A    | Kevin Krygård   | Lillestrøm SK        | 1 000 000 €       | [carece de fontes?] |
| M    | Yan Eteki       | Arcolcón             | Grátis            | [carece de fontes?] |
| M    | Afonso Taira    | Al-Kholood           | Grátis            | [carece de fontes?] |
| A    | Lucas Silva     | Marítimo             | Grátis            | [carece de fontes?] |
| GR   | João Victor     | Santa Clara          | Grátis            | [carece de fontes?] |
| M    | Cuca            | União de Leiria      | Grátis            | [carece de fontes?] |
| D    | Vasco Fernandes | Chaves               | Grátis            | [carece de fontes?] |
| M    | Kunimoto        | Johor DT             | Não divulgado     | [carece de fontes?] |
| M    | Derick Poloni   | Eldense              | Não divulgado     | [carece de fontes?] |
| A    | Diogo Pinto     | Olimpija Ljubljana   | Não divulgado     | [carece de fontes?] |
| A    | Rafael Martins  | Santa Clara          | Não divulgado     | [carece de fontes?] |
| LD   | Fereira         | Puerto Cabello       | Empréstimo        | [carece de fontes?] |
| D    | Isaac Monteiro  | Sporting Covilhã     | Empréstimo        | [carece de fontes?] |
| M    | Romário Baró    | Porto                | Fim de empréstimo | [carece de fontes?] |
| LD   | Lucas Soares    | Alverca              | Fim de empréstimo | [carece de fontes?] |
| A    | Léo Natel       | Corinthians          | Fim de empréstimo | [carece de fontes?] |
| D    | Léo Bolgado     | Coimbra Sports       | Fim de empréstimo | [carece de fontes?] |
| A    | Jajá            | Athletico Paranaense | Fim de empréstimo | [carece de fontes?] |
| A    | Artur Serobyan  | Ararat-Armenia       | Fim de empréstimo | [carece de fontes?] |

## Amigáveis
| 5 de julho de 2023 Amigável | Casa Pia                              | 5 – 0     | Casa Pia Juniores | Lisboa                        |  |
|                             | - Clayton (3) - Beni - André Geraldes | Relatório |                   | Estádio: Estádio Pina Manique |  |

| 8 de julho de 2023 Amigável | Casa Pia                        | 2 – 0 | Mafra | Lisboa                        |  |
|                             | - Felippe Cardoso - Clayton 86' |       |       | Estádio: Estádio Pina Manique |  |

| 15 de julho de 2023 Amigável | Estrela da Amadora | 1 – 1 | Casa Pia          | Amadora                     |  |
|                              | - Rafael Tavares   |       | - Felippe Cardoso | Estádio: Estádio José Gomes |  |

| 19 de julho de 2023 Amigável | Moreirense | 0 – 1 | Casa Pia     | Guimarães                                                   |  |
|                              |            |       | - João Nunes | Estádio: Complexo Desportivo Doutor António Pimenta Machado |  |

| 4 de agosto de 2023 Amigável | Benfica B | 0 – 2 | Casa Pia                          | Seixal                  |  |
|                              |           |       | - Rafael Martins 33' - Godwin 75' | Estádio: Benfica Campus |  |

| 8 de setembro de 2023 Amigável | Casa Pia                                          | 4 – 3     | Belenenses                       | Lisboa                        |  |
|                                | - Felippe Cardoso (2) - Leonardo Lelo - Yuki Soma | Relatório | - Ricardo Matos (2) - Moha Keita | Estádio: Estádio Pina Manique |  |

## Competições
| Competição       | Primeiro jogo | Ronda inicial    | Posição final       | Registo | Registo | Registo | Registo | Registo | Registo | Registo | Registo |
| Competição       | Primeiro jogo | Ronda inicial    | Posição final       | J       | V       | E       | D       | GM      | GS      | DG      | Apv.    |
| ---------------- | ------------- | ---------------- | ------------------- | ------- | ------- | ------- | ------- | ------- | ------- | ------- | ------- |
| Primeira Liga    | 12/08/2023    | 1.ª jornada      | 9.º colocado        | 34      | 10      | 8       | 16      | 38      | 50      | -12     | 38.24   |
| Taça de Portugal | 21/10/2023    | 3.ª eliminatória | 4.ª eliminatória    | 2       | 1       | 1       | 0       | 2       | 0       | +2      | 66.67   |
| Taça da Liga     | 23/07/2023    | 1.ª eliminatória | Fase de grupos (2º) | 4       | 3       | 1       | 0       | 7       | 2       | +5      | 83.33   |
| Total            | Total         | Total            | Total               | 40      | 14      | 10      | 16      | 47      | 52      | -5      | 43.33   |

Última atualização: 3 de março de 2023

### Primeira Liga

#### Classificação
| Pos. | Equipe      | J  | V  | E  | D  | GM | GS | DG  | Pts |
| ---- | ----------- | -- | -- | -- | -- | -- | -- | --- | --- |
| 6    | Moreirense  | 34 | 16 | 7  | 11 | 36 | 35 | +1  | 55  |
| 7    | Arouca      | 34 | 13 | 7  | 14 | 54 | 50 | +4  | 42  |
| 8    | Famalicão   | 34 | 10 | 12 | 12 | 37 | 41 | -4  | 42  |
| 9    | Casa Pia    | 34 | 10 | 8  | 16 | 38 | 50 | -12 | 38  |
| 10   | Farense     | 34 | 10 | 7  | 17 | 46 | 51 | -5  | 37  |
| 11   | Rio Ave     | 34 | 6  | 19 | 9  | 38 | 43 | -5  | 37  |
| 12   | Gil Vicente | 34 | 9  | 9  | 16 | 42 | 52 | -10 | 36  |

Fonte: Liga Portugal

#### Partidas
| 12 de agosto de 2023 1.ª jornada | Farense | 0 – 3     | Casa Pia                                              | Faro                                        |  |
| 18:00                            |         | Relatório | - Clayton 15' - Pablo Roberto 63' - Godwin 89' (pen.) | Estádio: Estádio de São Luís Público: 3 953 |  |

| 18 de agosto de 2023 2.ª jornada | Casa Pia      | 1 – 2     | Sporting           | Rio Maior                                              |  |
| 20:15                            | - Clayton 58' | Relatório | - Paulinho 3', 61' | Estádio: Estádio Municipal de Rio Maior Público: 6 981 |  |

| 27 de agosto de 2023 3.ª jornada | Boavista       | 1 – 1     | Casa Pia      | Porto                                               |  |
| 15:30                            | - Malheiro 48' | Relatório | - Clayton 33' | Estádio: Estádio do Bessa Século XXI Público: 4 945 |  |

| 2 de setembro de 2023 4.ª jornada | Casa Pia            | 1 – 1     | Rio Ave    | Rio Maior                                              |  |
| 15:30                             | - Pablo Roberto 13' | Relatório | - Joca 52' | Estádio: Estádio Municipal de Rio Maior Público: 3 267 |  |

| 17 de setembro de 2023 5.ª jornada | Arouca | 0 – 1     | Casa Pia                | Arouca                                              |  |
| 15:30                              |        | Relatório | - Felippe Cardoso 90+1' | Estádio: Estádio Municipal de Arouca Público: 1 346 |  |

| 23 de setembro de 2023 6.ª jornada | Casa Pia | 0 – 0     | Vitória de Guimarães | Rio Maior                                              |  |
| 18:00                              |          | Relatório |                      | Estádio: Estádio Municipal de Rio Maior Público: 3 830 |  |

| 2 de outubro de 2023 7.ª jornada | Gil Vicente                | 2 – 0     | Casa Pia | Barcelos                                           |  |
| 20:15                            | - Zé Carlos 60' - Depú 78' | Relatório |          | Estádio: Estádio Cidade de Barcelos Público: 2 702 |  |

| 8 de outubro de 2023 8.ª jornada | Casa Pia | 0 – 1     | Estrela da Amadora | Rio Maior                                              |  |
| 15:30                            |          | Relatório | - Ronaldo 90+3'    | Estádio: Estádio Municipal de Rio Maior Público: 2 861 |  |

| 28 de outubro de 2023 9.ª jornada | Benfica          | 1 – 1     | Casa Pia         | Lisboa                                  |  |
| 18:00                             | - João Mário 44' | Relatório | - Larrazabal 81' | Estádio: Estádio da Luz Público: 57 240 |  |

| 5 de novembro de 2023 10.ª jornada | Casa Pia | 0 – 1     | Vizela     | Rio Maior                                              |  |
| 15:30                              |          | Relatório | - Soro 71' | Estádio: Estádio Municipal de Rio Maior Público: 1 586 |  |

| 10 de novembro de 2023 11.ª jornada | Estoril Praia                                                         | 4 – 0     | Casa Pia | Cascais                                                 |  |
| 20:15                               | - Marqués 1' - Rafik Guitane 24' - Rodrigo Gomes 69' - Cassiano 90+5' | Relatório |          | Estádio: Estádio António Coimbra da Mota Público: 2 896 |  |

| 2 de dezembro de 2023 12.ª jornada | Casa Pia           | 1 – 0     | Portimonense | Rio Maior                                              |  |
| 20:30                              | - Samuel Justo 55' | Relatório |              | Estádio: Estádio Municipal de Rio Maior Público: 1 187 |  |

| 9 de dezembro de 2023 13.ª jornada | Porto                                     | 3 – 1     | Casa Pia                      | Porto                                      |  |
| 20:30                              | - Evanilson 12' - Zé Pedro 48' - Pepe 81' | Relatório | - Fernando Andrade 89' (pen.) | Estádio: Estádio do Dragão Público: 29 130 |  |

| 17 de dezembro de 2023 14.ª jornada | Chaves           | 1 – 3     | Casa Pia                            | Chaves                                                                |  |
| 15:30                               | - Jô Batista 45' | Relatório | - Clayton 19', 81' - Tiago Dias 22' | Estádio: Estádio Municipal Engº Manuel Branco Teixeira Público: 1 980 |  |

| 30 de dezembro de 2023 15.ª jornada | Casa Pia             | 1 – 3     | Braga                                         | Rio Maior                                              |  |
| 18:00                               | - Clayton 81' (pen.) | Relatório | - João Moutinho 52' - Banza 77' - Zalazar 89' | Estádio: Estádio Municipal de Rio Maior Público: 4 153 |  |

| 8 de janeiro de 2024 16.ª jornada | Moreirense | 1 – 4     | Casa Pia                                                    | Guimarães                                                           |  |
| 20:15                             | - Aiás 14' | Relatório | - Yuki Soma 18' - Felippe Cardoso 26', 56' - João Nunes 39' | Estádio: Estádio Comendador Joaquim de Almeida Freitas Público: 944 |  |

| 13 de janeiro de 2024 17.ª jornada | Casa Pia | 0 – 2     | Famalicão                             | Rio Maior                                              |  |
| 15:30                              |          | Relatório | - Chiquinho 45+1' - Jhonder Cadiz 65' | Estádio: Estádio Municipal de Rio Maior Público: 1 240 |  |

| 20 de janeiro de 2024 18.ª jornada | Casa Pia               | 1 – 3     | Farense                                          | Rio Maior                                              |  |
| 18:00                              | - Fernando Andrade 87' | Relatório | - Marco Matias 23' - Zach Muscat 39' - Bruno 75' | Estádio: Estádio Municipal de Rio Maior Público: 1 726 |  |

| 29 de janeiro de 2024 19.ª jornada | Sporting                                                                                          | 8 – 0     | Casa Pia | Lisboa                                         |  |
| 20:45                              | - Coates 14', 81' - Gyökeres 23', 32' (pen.) - Pedro Gonçalves 25' - Tricão 43', 90+3' - Geny 64' | Relatório |          | Estádio: Estádio José Alvalade Público: 32 869 |  |

| 5 de fevereiro de 2024 20.ª jornada | Casa Pia | –         | Boavista | Rio Maior                               |  |
| 20:15                               |          | Relatório |          | Estádio: Estádio Municipal de Rio Maior |  |

### Taça de Portugal

##### 3.ª eliminatória
| 21 de outubro de 2023 | Rabo de Peixe | 0 – 2 | Casa Pia                                 | Rabo de Peixe                                              |  |
| 16:00                 |               |       | - Artur Serobyan 27' - Pablo Roberto 52' | Estádio: Campo de Jogos Bom Jesus Árbitro: Manuel Oliveira |  |

##### 4.ª eliminatória
| 25 de novembro de 2023                                                                 | Nacional | 0 – 0 (6 - 5 pen.)                                                                               | Casa Pia | Funchal                                            |  |
| 18:00                                                                                  |          |                                                                                                  |          | Estádio: Estádio da Madeira Árbitro: Carlos Macedo |  |
|                                                                                        |          | Penalidades                                                                                      |          |                                                    |  |
| - Danilovic - Carlos Daniel - Ramirez - Gustavo - Raimar - Luís Esteves - João Aurélio |          | - Yuki Soma - Tiago Dias - Pablo Roberto - Felippe Cardoso - Larrazabal - Samuel Justo - Zolotic |          |                                                    |  |

### Taça da Liga

#### Fases preliminares

##### Fase 1
| 23 de julho de 2023 | Vilaverdense | 0 – 2     | Casa Pia                               | Paços de Ferreira                              |  |
| 18:00               |              | Relatório | - Clayton 13' - Diogo Pinto 35' (pen.) | Estádio: Estádio Capital do Móvel Público: 390 |  |

##### Fase 2
| 30 de julho de 2023 | Torreense | 0 – 2     | Casa Pia                            | Torres Vedras                                  |  |
| 18:00               |           | Relatório | - Clayton 42' - Felippe Cardoso 68' | Estádio: Estádio Manuel Marques Público: 1 087 |  |

#### Fase de Grupos

##### Classificação
| Grupo A |          |   |   |   |   |    |    |    |     |
| Pos.    | Equipe   | J | V | E | D | GM | GS | DG | Pts |
| 1       | Braga    | 2 | 1 | 1 | 0 | 4  | 2  | +2 | 4   |
| 2       | Casa Pia | 2 | 1 | 1 | 0 | 3  | 2  | +1 | 4   |
| 3       | Nacional | 2 | 0 | 0 | 2 | 2  | 5  | -3 | 0   |

Fonte: Liga Portugal

##### Partidas
| 28 de setembro de 2023 Jornada 1 | Casa Pia                              | 2 – 1     | Nacional  | Rio Maior                                              |  |
| 20:15                            | - Felippe Cardoso 55' - Clayton 90+3' | Relatório | - Witi 3' | Estádio: Estádio Municipal de Rio Maior Público: 1 314 |  |

| 1 de novembro de 2023 Jornada 2 | Braga       | 1 – 1     | Casa Pia             | Braga                               |  |
| 20:15                           | - Pizzi 62' | Relatório | - Clayton 76' (pen.) | Estádio: Estádio Municipal de Braga |  |

## Ver Também
- Casa Pia Atlético Clube
- Primeira Liga de 2023–24
- Taça de Portugal de 2023-24
- Taça da Liga de 2023–24